# Теорія очікуваної корисності
В економіці, теорії ігор, теорії рішень — це теорія корисності в якій за допомогою невизначеності можна оцінити корисність блага з точністю до позитивного афінного перетворення.

## Найвизначніші представники
В 1944 році вийшла друком монографія Джона фон Неймана та О. Моргенштерна «Теорія ігор та економічна поведінка» в якій автори узагальнили і розвинули результати теорії ігор та запропонували новий метод для оцінки корисності благ.

## Аксіоматика теорії очікуваної корисності
Теорія очікуваної корисності ґрунтується на чотирьох аксіомах:
1. Аксіома повноти. Для будь-яких {\displaystyle A}, {\displaystyle B} повинно виконуватися співвідношення {\displaystyle A>B}, {\displaystyle B>A} або {\displaystyle A=B}
2. Аксіома транзитивності. Якщо {\displaystyle A>B}, {\displaystyle B>C}, то {\displaystyle A>C}
3. Аксіома незалежності. Припустімо, що {\displaystyle A>B} і {\displaystyle p\in (0;1]}, тоді {\displaystyle pA+(1-p)C>pB+(1-p)C}
4. Аксіома протяжності. Припустімо, що {\displaystyle A>B>C}, тоді {\displaystyle B} можна представити у вигляді {\displaystyle pA+(1-p)C} де {\displaystyle p\in (0;1]}

## Висновки з теорії очікуваної корисності
Одним з важливих висновків теорії очікуваної корисності є те, що раціональний індивід повинен максимізувати очікувану корисність.
Функція очікуваної корисності адитивна. Функціонал ризику є лінійним, таким чином корисність фон Неймана — Моргенштерна для {\displaystyle n} благ можна представити у вигляді {\displaystyle U=\sum _{i=1}^{n}p_{i}U(x_{i})}. При чому {\displaystyle \sum _{i=1}^{n}p_{i}=1}